# Costa Malabar
Costa Malabar és el nom donat pels europeus a tota la costa del sud-oest de l'Índia, pràcticament entre Goa i el Cap Comorin, incloent la regió de Malabar que formava la part sud de la costa. De vegades s'estenia fins i tot fins a Bombai. La seva longitud arribava a 845 km seguint tota la costa a la mar d'Aràbia i cap a l'interior fins als Ghats Occidentals. Molts llocs històrics corresponen a la regió: Calicut, Cochin, Cannanore, Tellycherry, centres comercials i bases europeus durant segles. La costa va acollir a àrabs (moppiles), perses (parsis), jueus (anomenats jueus de Cochin) i cristians de Malabar (anomenats nasranis sírio malabars).